# NGC 661
NGC 661 je galaksija u zviježđu Trokut.

## Vanjske poveznice
- SEDS: NGC 0661